# Tada-kun wa Koi o Shinai
Tada-kun wa koi o shinai (多田くんは恋をしない "Tada không yêu đương") là một anime truyền hình Nhật Bản được sản xuất bởi Doga Kobo. Phim được công chiếu vào ngày 5 tháng 4 năm 2018. Bộ phim được Sentai Filmworks cấp phép tại Bắc Mỹ.

## Cốt truyện
Anh chàng Tada Mitsuyoshi chưa có một mảnh tình vắt vai trong một lần mải mê chụp ảnh hoa anh đào đã tình cờ gặp gỡ cô nàng Teresa Wagner - một du học sinh đến từ Luxembourg đang bị lạc khỏi đoàn du lịch thi tham quan Nhật Bản. Mitsuyoshi đã giúp đỡ Teresa và mang cô đến quán cà phê của ông cậu và câu chuyện về tình yêu giữa họ cũng bắt đầu được viết lên từ đấy.

## Nhân vật
Tada Mitsuyoshi (多田 光良)
Lồng tiếng bởi: Nakamura Yūichi
Nhân vật nam chính. Một học sinh cao trung là thành viên của Câu lạc bộ Nhiếp ảnh của trường. Anh ta có cuộc gặp gỡ với Teresa trong khi chụp ảnh. Anh ta có vẻ là người đứng đầu và cứng đầu. Gia đình anh ta quản lí một quán cà phê.
Teresa Wagner (テレサ・ワーグナー Teresa Wāgunā)
Lồng tiếng bởi: Iwami Manaka
Nhân vật nữ chính. Một cô gái từ nước ngoài đến học tại Nhật Bản, và có một cuộc gặp gỡ với Mitsuyoshi trong khi đi du lịch và kết thúc trong trường học của mình. Cô ấy là một fan hâm mộ cuồng nhiệt của loạt phim truyền hình hư cấu Rainbow Shogun. Cô ấy là một cô gái tràn đầy năng lượng nhưng cũng là một cô gái ngây thơ. Cô sống trong một khách sạn bên cạnh Cafe của Mitsuyoshi.
Ijūin Kaoru (伊集院 薫)
Lồng tiếng bởi: Miyano Mamoru
Bạn thân của Mitsuyoshi, bạn cùng lớp và thành viên Câu lạc bộ Nhiếp ảnh. Anh ấy là một chàng trai nổi tiếng giữa các cô gái và một người tự yêu vẻ đẹp bên ngoài, người không thể cưỡng lại sự thôi thúc của việc tự chụp ảnh và khoe khoang với các cô gái. Anh ta sợ Alexandra sau khi cô ấy đập vì tin rằng anh ta đang theo đuổi Teresa.
Alexandra Magritte (アレクサンドラ·マグリット Arekusandora Maguritto)
Lồng tiếng bởi: Shimoji Shino
Alexandra, hay Alec, là người chăm sóc, trợ lý và vệ sĩ của Teresa, người cũng theo học cùng với Teresa. Cô ấy bảo vệ dữ dội Teresa về những hoạt động cô ấy làm và những người mà cô ấy gặp phải. Mặc dù, cô ấy có một điểm yếu khi Teresa hỏi cô ấy về điều gì đó.
Suzamoto Hajime (杉本 一)
Lồng tiếng bởi: Umehara Yūichirō
Chủ tịch Câu lạc bộ Nhiếp ảnh, cậu có một ý thích cá nhân đối với các cô gái và mong muốn chụp ảnh họ trong nude ngoài bất cứ điều gì khác. Cậu dường như thân thiết với Hinako khi hai người biết nhau và cũng thường xuyên cãi nhau. Cậu là một người hâm mộ của Gravure-idol Hina, và có một bộ sưu tập khổng lồ về hàng hóa của cô ấy, nhưng không biết rằng Hina thực sự là Hinako. Cậu được các thành viên câu lạc bộ gọi là Pin-senpai.
Hasegawa Hinako (長谷川 日向子)
Lồng tiếng bởi: Ishigami Shizuka
Lớp trưởng của lớp Mitsuyoshi, cô ấy cũng là thành viên của Câu lạc bộ Nhiếp ảnh mặc dù cô ấy chỉ là người tạm thời tham gia để câu lạc bộ không bị đóng cửa. Cô ấy có vẻ gần gũi với Hajime khi cô ấy nói chuyện với anh ta một cách tình cờ mặc dù hai người thường xuyên cãi nhau. Cô là một cô gái siêng năng, nhưng có công việc bí mật là Gravure Idol tên Hina, người mà Hajime hâm mộ nhưng không hề biết.
Yamashita Gentarō (山下 研太郎)
Lồng tiếng bởi: Shimono Hiro
Một năm đầu tiên ở trường Mitsuyoshi, anh ta có biệt danh là Yamashita Dog vì anh ấy luôn đáp lại tiếng huýt sáo của Mitsuyoshi. Anh ta cũng cư xử rất giống chó.
Tada Yui (多田 ゆい)
Lồng tiếng bởi: Minase Inori
Em gái của Mitsuyoshi, người phục vụ quán cà phê gia đình của ông cô ấy.
Charles de Loire (シャルル・ド・ロワール Sharuru Do Rowāru)
Lồng tiếng bởi: Sakurai Takahiro
Một người đàn ông trẻ đẹp trai với mái tóc vàng. Anh là hậu duệ của giới quý tộc Pháp. Anh ta đã quen biết với Teresa từ khi còn nhỏ.